# Notre Parti (Bosnie-Herzégovine)
Ne doit pas être confondu avec Notre Parti, parti politique moldave
Notre Parti (en serbo-croate : Naša stranka NS ; en serbe en écriture cyrillique : Наша странка HC) est un parti politique social-libéral et multi-ethnique de Bosnie-Herzégovine. Il est fondé en 2008 et dirigé actuellement par Edin Forto. Les fondateurs du parti sont les réalisateurs bosniaques Danis Tanović et Dino Mustafić. Le parti vise à briser la domination des partis nationalistes dans le système politique bosniaque. Le 4 juin 2016, le parti est devenu membre du Parti de l'Alliance des libéraux et des démocrates pour l'Europe.

## Idéologie
Notre Parti est un parti social-libéral qui cherche une plus grande inclusion des citoyens dans le processus décisionnel en Bosnie-Herzégovine. Il est également pro-UE, pro-OTAN et multiethniques

## Histoire
Notre Parti est fondé le 5 avril 2008 à l'initiative d'un groupe de citoyens et de personnalités publiques dirigés par les réalisateurs Danis Tanović et Dino Mustafić. Aucun d'entre eux n'est devenu président du parti, ce qui contraste avec la plupart des autres partis axés sur les dirigeants qui ont émergé en Bosnie-Herzégovine après la guerre. Au lieu de cela, ils sont devenus vice-présidents, avec Maja Marjanović et Boris Divković, tandis que Bojan Bajić est élu président et secrétaire général de Fadil Šero. L'élément unificateur pour les fondateurs de Notre Parti est l'insatisfaction à l'égard des pratiques politiques actuelles en Bosnie-Herzégovine.

## Résultats électoraux

### Élections présidentielles
| Année | Rang | Candidat       | Votes  | %    | Représentant | Élu |
| ----- | ---- | -------------- | ------ | ---- | ------------ | --- |
| 2018  | 4e   | Boriša Falatar | 16 036 | 3,74 | Croates      | Non |

### Élections parlementaires
| Année | Voix   | %    | Sièges | Rang |
| ----- | ------ | ---- | ------ | ---- |
| 2010  | 19 435 | 1,18 | 0 / 42 | 14e  |
| 2014  | 10 913 | 0,67 | 0 / 42 | 18e  |
| 2018  | 48 401 | 2,92 | 2 / 42 | 10e  |
| 2022  | 49 481 | 3,12 | 2 / 42 | 9e   |